# Переносимое приложение
Переносимое приложение (англ. portable application, portable app) — программное обеспечение, которое для своего запуска не требует процедуры установки и может полностью храниться на съёмных носителях информации, что позволяет использовать данное ПО на многих компьютерах. Переносимое приложение может быть настроено так, чтобы считывать свои конфигурационные настройки во время запуска из того же места, где хранятся его собственные программные файлы.
Это, однако, не подразумевает, что переносимое ПО независимо от операционной системы, типа процессора или различного аппаратного обеспечения. Не стоит путать данный термин с портируемым ПО, которое подразумевает возможность перекомпиляции и запуска программы после незначительных изменений на отличной от исходной компьютерной платформе.
Для создания переносимого ПО, исходный код которого недоступен, существуют коммерческие решения, например VMware ThinApp.